# メルセデス・ベンツ・W154
メルセデス・ベンツ・W154 (Mercedes-Benz W154) は、ルドルフ・ウーレンハウトによって設計されたグランプリ・レーシングカー。W154は1938年から1939年のグランプリ・シーズンで実戦投入された。このマシンでルドルフ・カラツィオラが1938年のヨーロッパ選手権を制した。
W154は当時のグランプリを統括していたAIACRによるレギュレーション改定を受けて開発された。スーパーチャージャーを搭載するマシンのエンジン排気量を最大で3000ccに制限する1938年のルール変更によってメルセデスがそれまで使用していた5700ccのメルセデス・ベンツ・W125はグランプリに参戦することができなくなった。メルセデスはW125に改造を施して参戦可能にするよりも、新たなレギュレーションに適合するマシンを新設計することの方が望ましいと判断し、W154の開発が決定された。
1939年のグランプリ・シーズンに参戦したW154はシャシー設計は1938年のものと同一だったもののボディワークは一新され、更に従来のM154エンジンが新開発のM163エンジンに置き換えられた。そのため1939年シーズンのW154は度々メルセデスW163と誤って言及されるが、正しくは1938年シーズンと同様にメルセデスW154である。

## 構想
1938年シーズンに向けてグランプリ統括団体のAIACRは、従来の最大重量を規定するフォーミュラから最大排気量を規定するフォーミュラに移行することを決定した。この変更はメルセデスがそれまでに使用していたメルセデス・ベンツ・W125が1938年のグランプリに参戦不可能になったことを意味していた。新車両を設計するに当たり、メルセデスはW125のシャシー設計を基本的に受け継ぎ、発展させることを選んだ。エンジンに関してはレギューレーションで許容される最大限であるスーパーチャージャー付3000ccエンジンと4500ccの自然吸気エンジンの両タイプをテストした結果、スーパーチャージャー付の3000ccエンジンを選択した。

## シャシーとサスペンション

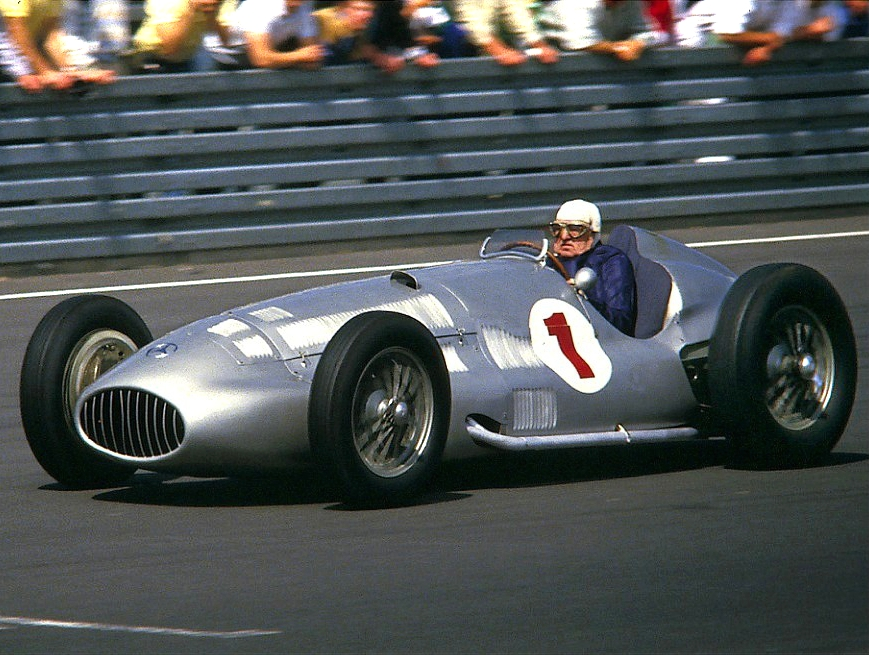
W154のデモンストレーションを行うヘルマン・ラング(1986)

W154のシャシー設計は大体においてW125のものを受け継いでいる。チューブラーフレームはニッケルクロムモリブデン鋼の楕円鋼管で構成され、剛性の高いシャシーを実現している。
メルセデスW125のアルミニウム製ボディは以前のメルセデスW25と同様に未塗装のままアルミ地の銀色を晒していたが、それによりW154を含むこの時期のメルセデスのマシンは「シルバーアロー」の愛称で呼ばれた。
W154はサスペンション設計においてもW125から多くを流用していた。リアサスペンションはド・ディオン式を採用しており、左右のリアホイールを平行に固定する鋼管を利用した非独立懸架式の設計だった。油圧式のリアダンパーはコックピットからレース中に調整可能なよう設計されていた。

## エンジンとトランスミッション
W154が搭載するエンジンは新しいレギュレーションに適合するよう完全に新設計された。M154と呼ばれるこのエンジンは排気量3000ccのスーパーチャージャー付V型12気筒エンジンで425～474馬力を発揮した。1939年シーズンに行われたテストでは、2ステージ・スーパーチャージャーを搭載したこの2961 .54cc V型12気筒(67.0 x 70.0 mm)のエンジンは7800rpmで476 BHP (483 PS)の出力を記録した。
W125のエンジンに比べて減少したパワーを補うため、W154はW125の4速MTに比べて一段多い5速のマニュアルトランスミッションを搭載した。1速ギアには誤ってエンゲージされるのを防ぐ為の留め金が備え付けられていた。

## レースでの活躍

### 1938

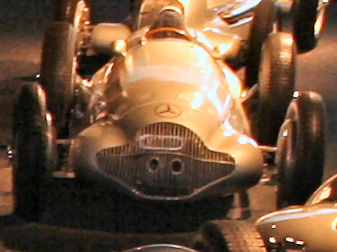
メルセデス・ベンツ博物館に展示される1938年仕様のW154

W154のデビュー戦は1938年のグランプリ・シーズンの開幕戦、4月に行われたヨーロッパ選手権対象外のポーグランプリだった。
ルドルフ・カラツィオラとヘルマン・ラングが2台のW154で参戦したが、ラングは練習走行中にクラッシュを喫し、レースに出走できたのはカラツィオラの1台のみだった。ドライエに乗るルネ・ドレフュスがポールポジションを獲得し、先頭からレースをスタートしたが、2番グリッドから好スタートを切ったカラツィオラがスタートでドレフュスをかわして先頭に躍り出た。レースをリードしたカラツィオラだったが、過去に負傷した足の状態が悪化したため、ピットインして給油作業中にラングと交代した。
その間にトップに立ったドレフュスは燃費で有利なドライエのマシンの特性を生かし、そのままピットストップ無しでレースを走り切ることができた。カラツィオラと交代したラングはスパークプラグのトラブルが発生したこともあってドレフュスから2分遅れの2位でこのレースを終えた。
次にW154が姿を現したのはまたも選手権対象外のトリポリグランプリだったが、前回とは異なりこのレースでは好成績を収めることができた。ラングとフォン・ブラウヒッチュ、そしてカラツィオラが3台のW154で参戦したが、W154は練習走行で1位から3位までを独占し、1位のカラツィオラから4位のクレメンテ・ビョンデッティまでのタイム差は3秒以上もあった。
3台のW154はレースでもそのままの順位でフィニッシュした。フォン・ブラウヒッチュとカラツィオラのマシンはレース中エンジントラブルに見舞われたが、3位でフィニッシュしたカラツィオラから4位のレイモン・ソメールまでは8分ものタイム差がつく圧勝だった。
この年のヨーロッパ選手権の初戦はランス・グーでのフランスグランプリだった。このグランプリにはカラツィオラ、フォン・ブラウヒッチュ、ラングが乗る3台のW154が参加した。僅か9台に留まったエントリーリストを見たメルセデスチームの監督アルフレート・ノイバウアーは、リチャード・シーマンを4台目のW154で参加させることを主催者に提案したが、主催者側は参加台数は1チームにつき最大3台に限るという規則を引き合いに出してこれを拒絶した。練習走行でラングがポールポジションを獲得し、フォン・ブラウヒッチュが2位、カラツィオラが3位につけてアウトウニオンの クリスチャン・カウツとルドルフ・ハッセの前に出た。メルセデス・ベンツのマシンはスタートからレースをリードし、2週目終了時には4台のライバルがリタイアしたことでコース上にはメルセデスとタルボのマシンを残すのみとなったが、タルボは既に1分もメルセデスから遅れて走っていた。ラングはピット作業中にタイムロスし、カラツィオラのエンジンは1気筒が停止して11気筒の状態になった。フォン・ブラウヒッチュはトラブルに見舞われたカラツィオラとラングの前でフィニッシュし、フランスグランプリでの優勝を飾った。3台のメルセデスを除く唯一の完走者は10週遅れのタルボに乗るルネ・キャリエールだった。
フランスグランプリの3週間後にはヨーロッパ選手権の第2戦ドイツグランプリが行われ、出走した4台のW154が練習走行のタイムで上位4つのグリッドを独占した。ポールポジションはフォン・ブラウヒッチュが獲得した。ラングとシーマンがそれに続き、カラツィオラはその後ろとなった。ラングが好スタートでトップに立ったが、3週目にスパークプラグにオイルが滲みだし、緊急ピットインを強いられた。その後直ぐにノイバウアーはラングにもう一度ピットインするよう指示を出し、リザーブドライバーのヴァルター・ボイマーを交代でマシンに乗り込ませた。ラングがトラブルで脱落したことでフォン・ブラウヒッチュがトップに返り咲いた。カラツィオラはレース中腹痛に苦しめられており、10週目にピットインするとラングに交代した。フォン・ブラウヒッチュは16週目に2回目のピットインを行い、2位のシーマンも続いてピットに入った。フォン・ブラウヒッチュのピット作業中、メカニックが誤って燃料を溢れさせ、こぼれた燃料が排気管の炎に引火した。 この混乱の中、シーマンは無事にピット作業を終えてトップでコースに戻ることができた。消火作業が終わるとフォン・ブラウヒッチュもピットを後にしたが、アウトラップでクラッシュしてレースを終えるという結果となった。シーマンはそのままトップでフィニッシュしてドイツグランプリでの優勝を飾り、その後ろにはカラツィオラのマシンに乗るラングが続いた。ラングの車に乗り込んだバウマーはエンジントラブルでリタイアした。
フランスグランプリ終了後、メルセデスチームはイタリアで行われる2つの非選手権グランプリレース、モンテネーロ・サーキットでのコッパ・チアーノと ペスカーラ・サーキットでのコッパ・アチェルボに出走した。コッパ・チアーノでカラツィオラが使用したW154は拡張された燃料タンクと短縮されたリアエンドを持つ実験的な仕様の車両だった。コッパ・チアーノでポールポジションを獲得したのはマセラティ 8CTFのカルロ・フェリーチェ・トロッシだったが、エンジンの故障で8週目にリタイアした。カラツィオラもまた燃料タンクの破損でリタイアし、フォン・ブラウヒッチュがラングを抑えてトップでフィニッシュした。しかしレース後にフォン・ブラウヒッチュは外部からレース中に補助を受けたとして失格を言い渡され、その結果ラングが優勝者となった。続くコッパ・アチェルボでアウトウニオンのタツィオ・ヌヴォラーリがポールポジションを獲得したことでメルセデスは2戦連続でポールポジションの獲得に失敗するという形となった。レースではヌヴォラーリがデフの故障でリタイアし、カラツィオラが優勝を飾った。一方でフォン・ブラウヒッチュとラングのW154はエンジントラブルでリタイアに終わった。ラングの車両はコンロッドが燃料パイプを切断して出火した結果、W154のアルミ製ボディが全焼する惨事となった。

### 1947-1957: インディ500

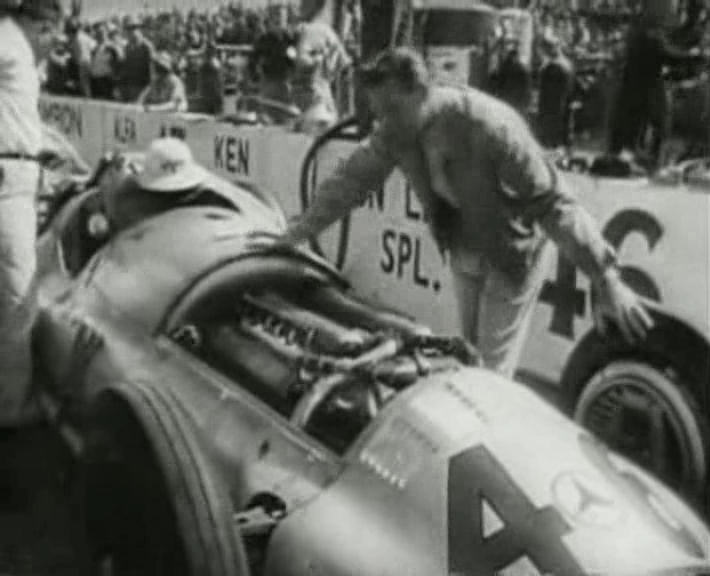
1947年のインディ500に出走したダン・リー所有のW154

第二次世界大戦後、ラングが1938年のコッパ・チアーノで使用したシャシー番号9のW154がチェコスロヴァキアで発見された。
この車両は米国でレースチームを運営していたダン・リーに売却された。インディ500は1938年にルールを改正し、ヨーロッパのグランプリ・マシンもレースに参加可能となっていた。 そして1947年、リーは購入したW154をデューク・ネイロンをドライバーとしてインディ500に出走させた。 ネイロンはオッフェンハウザーのメカニックライリー・ブレットがメルセデスのエンジンの図面を所持していることを発見し、そのコピーを基にエンジンの準備を行うことができた。メカニックはエンジンを始動させることには成功したものの、アイドリング状態で放置したために燃料がインテークマニホールド内で結露を起こした。エンジンが傾斜した状態で台上に置かれていた為に結露した燃料が流れ込み、後部のシリンダーが燃料に浸されたことでコンロッドとピストン１つが破損した。レースに間に合うように新たなピストンが急造された。
ネイロンが予選時に出したスピードは全体で2番目に速いものだったが、インディ500の複雑な予選方式のためグリッド位置は18番手に留まった。決勝レースでは交換したピストンが119週目にトラブルを起こしてリタイアに終わった。
1948年に向けてはネイロンに替わって前のシーズンに一度もシートを得ることが無かったラルフ・ヘップバーンがドライバーとして起用された。しかしヘップバーンはルー・ウェルチのチームでNOVI搭載車をドライブすることになり、代わりにウェルチのチームのチェット・ミラーがNOVIエンジンへの不満もあってダン・リーのW154をドライブすることに合意した。ミラーは予選を19番手で通過したが、レースでは序盤の29週目にリザーブのケン・ファウラーと交代した。ファウラーも50週目にルイ・トメイと交代し、トメイは108週目に燃料系のトラブルでレースを終えるまで走行を続けた。
ダン・リーは1949年にW154を別のチームオーナーのジョエル・ソーンに売却した。ソーンはメルセデスのオリジナルのエンジンを取り外し、替わりに直列6気筒の’’スパークス’’エンジンを取り付けた。これを受けてW154のボンネットを作り直す必要が生じた。ソーンは自らの手で予選に挑んだが、予選通過に失敗した。
1949年のレースにはアルフレート・ノイバウアーが来場し、インディ500へのメルセデス・ベンツのワークス参戦の実現可能性を探った。ルー・ウェルチのNOVIエンジン搭載車を視察したノイバウアーはそこで得た情報を持ち帰り、メルセデスはそれに基づいてW154のオーバル・レーシングへの応用を試みた。1951年のインディ500に参戦することが開発の目標となった。1951年にはアルゼンチンで行われた2つのレースにメルセデスのマシンが参戦し、2レースとも2位でフィニッシュしたが、最終的にメルセデスはこの計画を中止した。
ダン・リーが所有していたW154は1957年のインディ500に再び姿を見せた。今やエドワード・シュリーヴの手にあったこの車両にはジャガーの直列6気筒エンジンが搭載されていた。ダニー・クラディスがこの車両で予選突破に失敗し、インディ500でのW154の歴史は幕を閉じた。

## 記録

### AIACRヨーロッパ選手権
| 年   | チーム                | エンジン                | ドライバー                           | 1   | 2   | 3   | 4   |
| ---- | --------------------- | ----------------------- | ------------------------------------ | --- | --- | --- | --- |
| 1938 | ダイムラー・ベンツ AG | メルセデス・ベンツ M154 |                                      | FRA | GER | SUI | ITA |
| 1938 | ダイムラー・ベンツ AG | メルセデス・ベンツ M154 | ヘルマン・ラング                     | 3   | Ret | 10  | Ret |
| 1938 | ダイムラー・ベンツ AG | メルセデス・ベンツ M154 | マンフレート・フォン・ブラウヒッチュ | 1   | Ret | 3   | Ret |
| 1938 | ダイムラー・ベンツ AG | メルセデス・ベンツ M154 | ルドルフ・カラツィオラ               | 2   | 2   | 1   | 3   |
| 1938 | ダイムラー・ベンツ AG | メルセデス・ベンツ M154 | リチャード・シーマン                 |     | 1   | 2   | Ret |
| 1939 | ダイムラー・ベンツ AG | メルセデス・ベンツ M163 |                                      | BEL | FRA | GER | SUI |
| 1939 | ダイムラー・ベンツ AG | メルセデス・ベンツ M163 | ヘルマン・ラング                     | 1   | Ret | Ret | 1   |
| 1939 | ダイムラー・ベンツ AG | メルセデス・ベンツ M163 | マンフレート・フォン・ブラウヒッチュ | 3   | Ret | Ret | 3   |
| 1939 | ダイムラー・ベンツ AG | メルセデス・ベンツ M163 | ルドルフ・カラツィオラ               | Ret | Ret | 1   | 2   |
| 1939 | ダイムラー・ベンツ AG | メルセデス・ベンツ M163 | リチャード・シーマン                 | Ret |     |     |     |
| 1939 | ダイムラー・ベンツ AG | メルセデス・ベンツ M163 | ハインツ・ブレンデル                 |     |     | Ret |     |
| 1939 | ダイムラー・ベンツ AG | メルセデス・ベンツ M163 | ハンス・ハルトマン                   |     |     |     | 6   |

| 色   | 結果                          | ポイント |
| ---- | ----------------------------- | -------- |
| 金色 | 勝者                          | 1        |
| 銀色 | 2位                           | 2        |
| 銅色 | 3位                           | 3        |
| 緑   | レースの75%以上を消化         | 4        |
| 青   | レースの50%以上 75%未満を消化 | 5        |
| 紫   | レースの25%以上 50%未満を消化 | 6        |
| 赤   | レースの25%未満を消化         | 7        |
| 黒   | 失格                          | 8        |
| 白   | 参加せず                      | 8        |

### 非選手権グランプリ
| 年   | レース                     | サーキット                                   | ドライバー                                      | 結果 | カテゴリー                                 | レポート |
| ---- | -------------------------- | -------------------------------------------- | ----------------------------------------------- | ---- | ------------------------------------------ | -------- |
| 1938 | ポーグランプリ             | ポー市街地コース                             | ルドルフ・カラツィオラ ヘルマン・ラング         | 2    | グランプリ                                 | 詳細     |
| 1938 | トリポリグランプリ         | メラハ・サーキット                           | ヘルマン・ラング                                | 1    | グランプリ †                               | 詳細     |
| 1938 | トリポリグランプリ         | メラハ・サーキット                           | マンフレート・フォン・ブラウヒッチュ            | 2    | グランプリ †                               | 詳細     |
| 1938 | トリポリグランプリ         | メラハ・サーキット                           | ルドルフ・カラツィオラ                          | 3    | グランプリ †                               | 詳細     |
| 1938 | コッパ・チアーノ           | モンテネーロ・サーキット                     | ヘルマン・ラング                                | 1    | グランプリ                                 | 詳細     |
| 1938 | コッパ・チアーノ           | モンテネーロ・サーキット                     | ルドルフ・カラツィオラ                          | Ret  | グランプリ                                 | 詳細     |
| 1938 | コッパ・チアーノ           | モンテネーロ・サーキット                     | マンフレート・フォン・ブラウヒッチュ            | DSQ  | グランプリ                                 | 詳細     |
| 1938 | コッパ・アチェルボ         | ペスカーラ・サーキット                       | ルドルフ・カラツィオラ                          | 1    | グランプリ                                 | 詳細     |
| 1938 | コッパ・アチェルボ         | ペスカーラ・サーキット                       | ヘルマン・ラング                                | Ret  | グランプリ                                 | 詳細     |
| 1938 | コッパ・アチェルボ         | ペスカーラ・サーキット                       | マンフレート・フォン・ブラウヒッチュ            | Ret  | グランプリ                                 | 詳細     |
| 1938 | ドニントングランプリ       | ドニントンパーク                             | ヘルマン・ラング                                | 2    | グランプリ                                 | 詳細     |
| 1938 | ドニントングランプリ       | ドニントンパーク                             | リチャード・シーマン                            | 3    | グランプリ                                 | 詳細     |
| 1938 | ドニントングランプリ       | ドニントンパーク                             | マンフレート・フォン・ブラウヒッチュ            | 5    | グランプリ                                 | 詳細     |
| 1938 | ドニントングランプリ       | ドニントンパーク                             | ヴァルター・ボイマー                            | Ret  | グランプリ                                 | 詳細     |
| 1939 | ポーグランプリ             | ポー市街地コース                             | ヘルマン・ラング                                | 1    | グランプリ                                 | 詳細     |
| 1939 | ポーグランプリ             | ポー市街地コース                             | マンフレート・フォン・ブラウヒッチュ            | 2    | グランプリ                                 | 詳細     |
| 1939 | ポーグランプリ             | ポー市街地コース                             | ルドルフ・カラツィオラ                          | Ret  | グランプリ                                 | 詳細     |
| 1939 | アイフェルレンネン         | ニュルブルクリンク                           | ヘルマン・ラング                                | 1    | グランプリ                                 | 詳細     |
| 1939 | アイフェルレンネン         | ニュルブルクリンク                           | ルドルフ・カラツィオラ                          | 3    | グランプリ                                 | 詳細     |
| 1939 | アイフェルレンネン         | ニュルブルクリンク                           | マンフレート・フォン・ブラウヒッチュ            | 4    | グランプリ                                 | 詳細     |
| 1939 | アイフェルレンネン         | ニュルブルクリンク                           | ハンス・ヘルマン                                | 8    | グランプリ                                 | 詳細     |
| 1939 | アイフェルレンネン         | ニュルブルクリンク                           | リチャード・シーマン                            | Ret  | グランプリ                                 | 詳細     |
| 1939 | ベオグラードグランプリ     | カルメダン公園                               | マンフレート・フォン・ブラウヒッチュ            | 2    | グランプリ                                 | 詳細     |
| 1939 | ベオグラードグランプリ     | カルメダン公園                               | ヘルマン・ラング                                | Ret  | グランプリ                                 | 詳細     |
| 1947 | インディ500                | インディアナポリス・モーター・スピードウェイ | デューク・ネイロン                              | Ret  | アメリカン・ナショナル・チャンピオンシップ | 詳細     |
| 1948 | インディ500                | インディアナポリス・モーター・スピードウェイ | チェット・ミラー* ケン・ファウラー ルイ・トメイ | Ret  | アメリカン・ナショナル・チャンピオンシップ | 詳細     |
| 1949 | インディ500                | インディアナポリス・モーター・スピードウェイ | ジョエル・ソーン                                | DNQ  | アメリカン・ナショナル・チャンピオンシップ | 詳細     |
| 1951 | ブエノスアイレスグランプリ | コスタネーラ・サーキット                     | ヘルマン・ラング                                | 2    | フォーミュラリブレ                         | 詳細     |
| 1951 | ブエノスアイレスグランプリ | コスタネーラ・サーキット                     | ファン・マヌエル・ファンジオ                    | 3    | フォーミュラリブレ                         | 詳細     |
| 1951 | ブエノスアイレスグランプリ | コスタネーラ・サーキット                     | カール・クリング                                | 6    | フォーミュラリブレ                         | 詳細     |
| 1951 | ブエノスアイレスグランプリ | コスタネーラ・サーキット                     | カール・クリング                                | 2    | フォーミュラリブレ                         | 詳細     |
| 1951 | ブエノスアイレスグランプリ | コスタネーラ・サーキット                     | ヘルマン・ラング                                | 3    | フォーミュラリブレ                         | 詳細     |
| 1951 | ブエノスアイレスグランプリ | コスタネーラ・サーキット                     | ファン・マヌエル・ファンジオ                    | Ret  | フォーミュラリブレ                         | 詳細     |
| 1957 | インディ500                | インディアナポリス・モーター・スピードウェイ | ダニー・クラディス                              | DNQ  | アメリカン・ナショナル・チャンピオンシップ | 詳細     |

† グランプリ(3000cc)のレースとヴォワチュレット(1500cc)のレースが同時に行われた

*。ファウラーとトメイはミラーのリザーブドライバーとして登録されていた。ミラーは1-29週目、ファウラーは30-50週目、トメイが51-108週目までドライブしてリタイアした。

### ヒルクライム
| 年   | レース                     | サーキット     | ドライバー       | 結果 | レポート |
| ---- | -------------------------- | -------------- | ---------------- | ---- | -------- |
| 1939 | フンシュターゼン・レンネン | カーレンベルク | ヘルマン・ラング | 1    | [ 15 ]   |